# Andrej Illarionov
Andrej Nikolajevič Illarionov (* 16. září 1961, Sestroreck, Sovětský svaz) je ruský ekonom. V letech 2000 až 2005 byl hlavním ekonomickým poradcem ruského prezidenta Vladimira Putina. Od dubna 2021 je vedoucím pracovníkem nevládní organizace Center for Security Policy, která sídlí ve Washingtonu, DC ve Spojených státech.
Od té doby, co opustil svou roli ve vládě Ruské federace, se stal kritikem Putinovy administrativy a zejména jejích zahraničně-politických postojů. V dubnu 2022 Illarionov prohlásil, že „dřív nebo později“ dojde ke změně v Kremlu, protože „v současném politickém režimu je absolutně nemožné mít pro Rusko pozitivní budoucnost“.

## Život
Andrey Illarionov se narodil v Sestrorecku v Petrohradu. Studoval ekonomii na Leningradské státní univerzitě, studia ukončil v roce 1983. V roce 1987 získal titul Ph.D.
Od roku 1983 do roku 1984 a znovu v letech 1988 až 1990 Illarionov učil na katedře mezinárodních ekonomických vztahů Leningradské státní univerzity. V letech 1990 až 1992 byl vedoucím výzkumným pracovníkem na katedře regionálního ekonomického výzkumu Státní univerzity ekonomie a financí v Petrohradě. Od roku 1992 se stal ekonomickým poradcem ruského místopředsedy vlády a úřadujícího premiéra Jegora Gajdara a (do roku 1993) prvním zástupcem vedoucího Centra hospodářské reformy ruské vlády. V letech 1993 až 1994 byl Illarionov vedoucím skupiny pro analýzu a plánování předsedy Rady ministrů a vlády Ruska Viktora Černomyrdina. Založil Institut pro ekonomické analýzy a byl jeho ředitelem v letech 1994 až 2000. Illarionov předpověděl finanční krizi z roku 1998.
Dne 12. dubna 2000 mu Vladimir Putin nabídl, aby se stal jeho hlavním ekonomickým poradcem a v květnu 2000 se stal osobním zástupcem ruského prezidenta v G8. Sehrál důležitou roli při zavedení 13% rovné daně z příjmu v Rusku, při dřívějším splacení ruského zahraničního dluhu nebo při vytvoření stabilizačního fondu Ruské federace založeného na ropných příjmech.
Dne 3. ledna 2005 Illarionov rezignoval na pozici prezidentského zástupce v G8 kvůli útoku vládních vojsk na beslanskou školu 3. září 2004, která vedla ke smrti 333 dětí, jejich rodičů a učitelů. Dne 21. prosince 2005 Illarionov prohlásil: „Letos se Rusko stalo jinou zemí. Už to není demokratická země. Už to není svobodná země." The Washington Post uvedl, že citoval zprávu americké nevládní organizace Freedom House. Dne 27. prosince 2005 Illarionov nabídl svou rezignaci jako ekonomický poradce na protest proti krádeži miliard dolarů Putinovým vnitřním kruhem z ruského státu prostřednictvím IPO státní společnosti Rosněfť. Tvrdil, že Rusko již není politicky svobodné a je řízeno autoritářskou a zkorumpovanou elitou. „Jedna věc je pracovat v zemi, která je částečně svobodná. Jiná věc je, když se změnil politický systém a země přestala být svobodná a demokratická,“ řekl. Tvrdil také, že už nemá možnost ovlivňovat chod vlády a že Kreml omezuje možnosti vyjádření jeho názorů.
V závěru roku 2006 se Illarionov stal vedoucím pracovníkem Centra pro globální svobodu a prosperitu amerického libertariánského think tanku Cato Institute ve Washingtonu, D.C.
Illarionov je jedním z prvních signatářů protiputinovského manifestu „Putin musí odejít “ z března 2010.

### 2022 rusko-ukrajinský konflikt
V dubnu 2022 Illarionov uvedl, že pokud by se západní země „pokusily zavést skutečné embargo na vývoz ropy a plynu z Ruska“, pak v reakci na to „do měsíce nebo dvou budou ruské vojenské operace na Ukrajině pravděpodobně zastaveny“. Illarionov dále uvedl, že „dřív nebo později“ dojde ke změně v Kremlu, protože „v současném politickém režimu je absolutně nemožné mít pro Rusko pozitivní budoucnost“.